# Kurtna (Alutaguse)
L'Àrea de Conservació del Paisatge de Kurtna era una àrea protegida al comtat d'Ida-Viru, al municipi d'Alutaguse. Des del 24 de novembre de 2018, forma part del Parc Nacional d'Alutaguse. Abans de la seva integració al parc nacional, tenia una superfície de 2.820 hectàrees.
L'àrea protegida es va crear el 1987 per protegir els llacs del sistema lacustre de Kurtna i la formació de drumlins de Kurtna. A la zona hi creixen diverses espècies sota protecció de la natura: per exemple, la Littorella uniflora (II categoria).
L'àrea de conservació del paisatge també té un paper important com a àrea d'esbarjo.

## Galeria

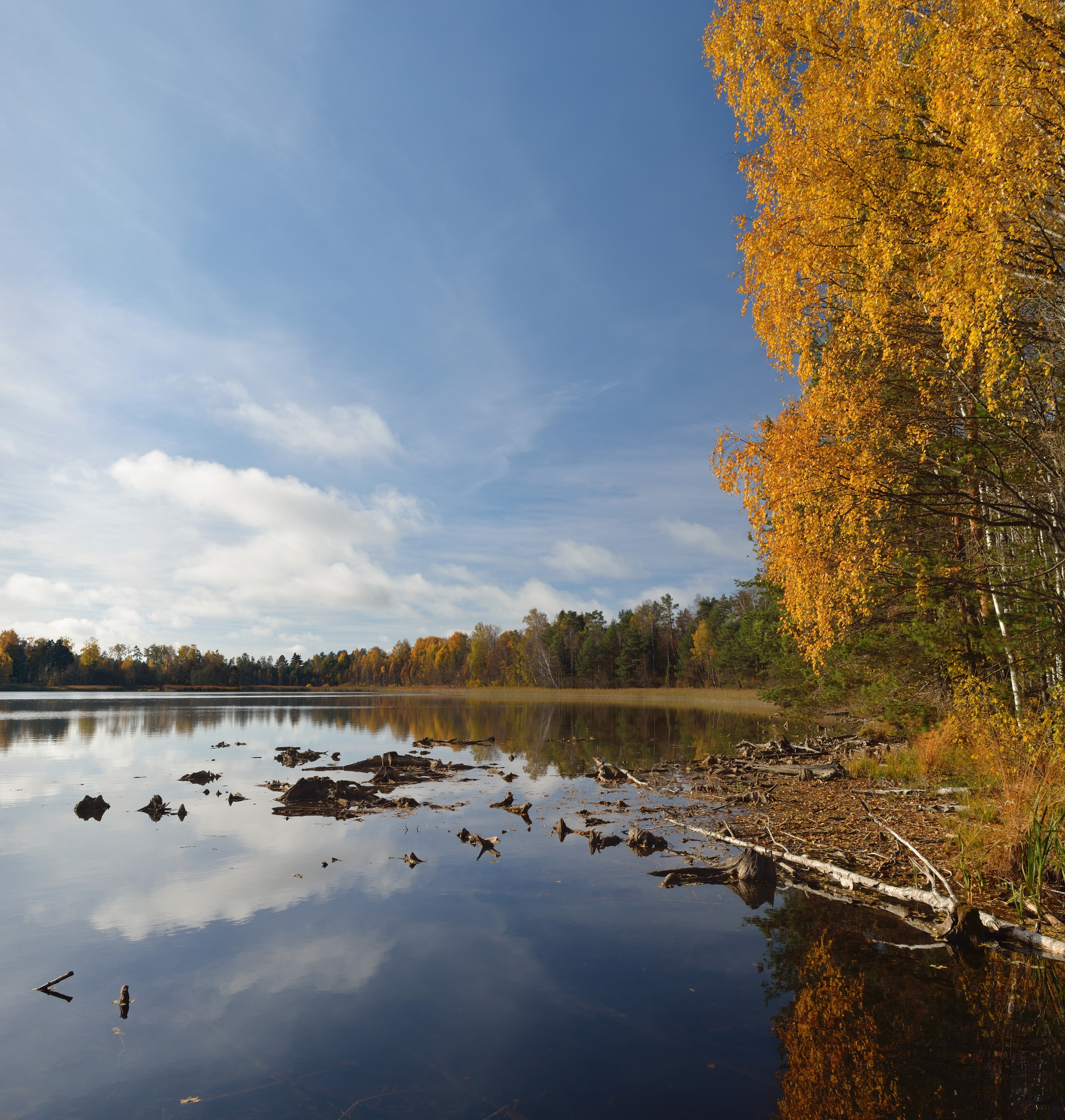
Nõmmejärv
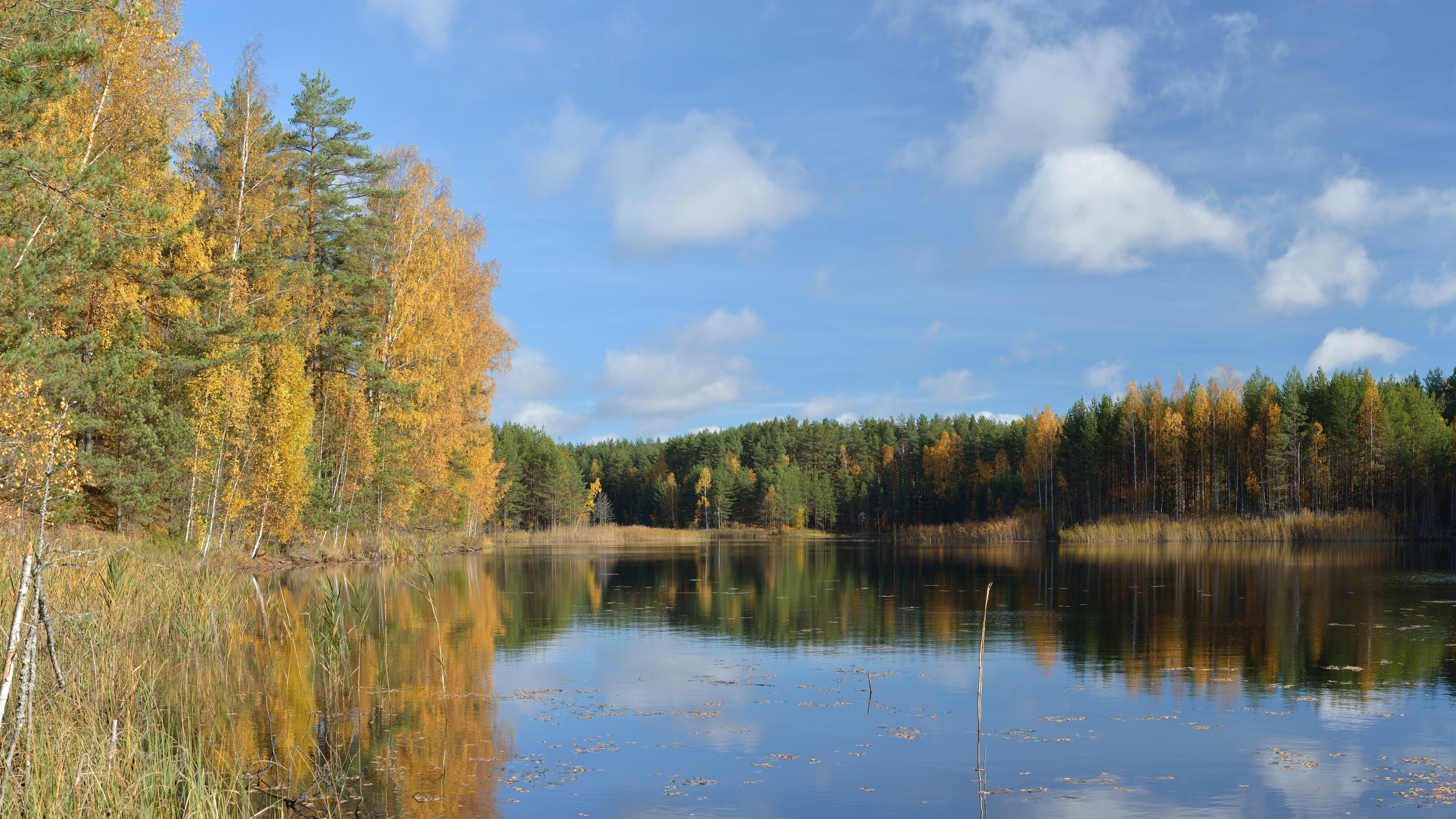
Ahnejärv
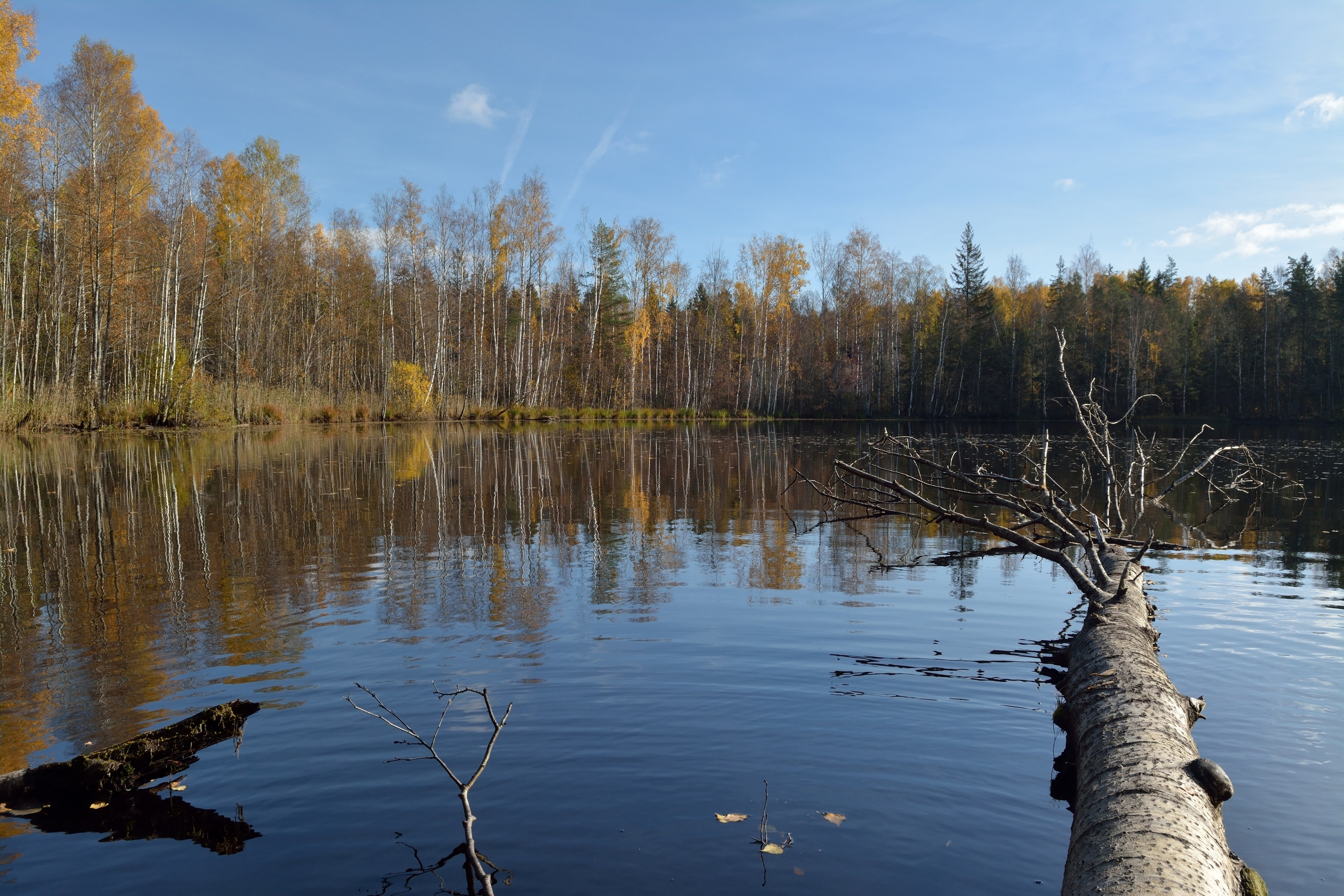
Llac Must-Jaala
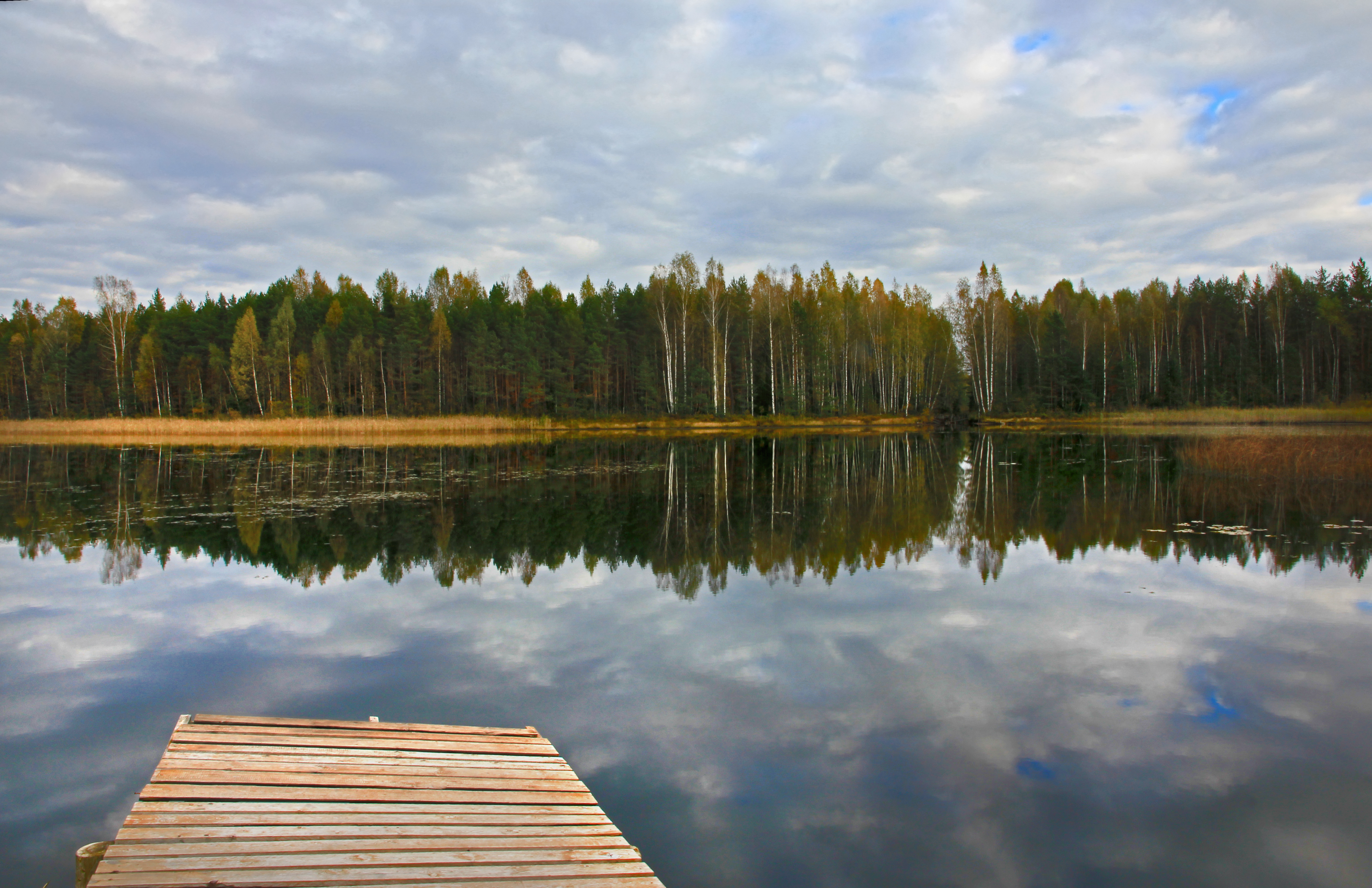
Llac Niinsaare
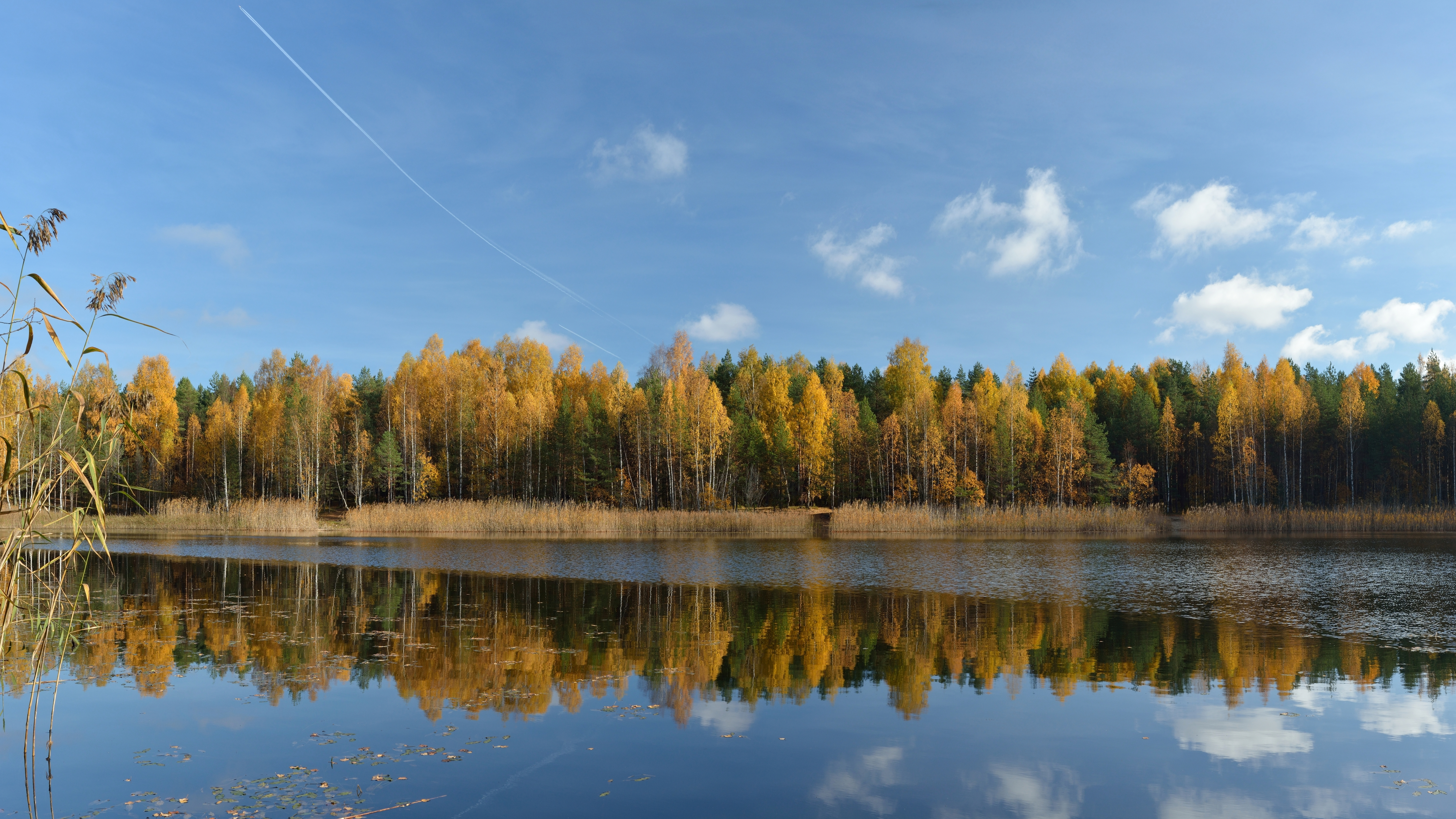
Llac Martiska
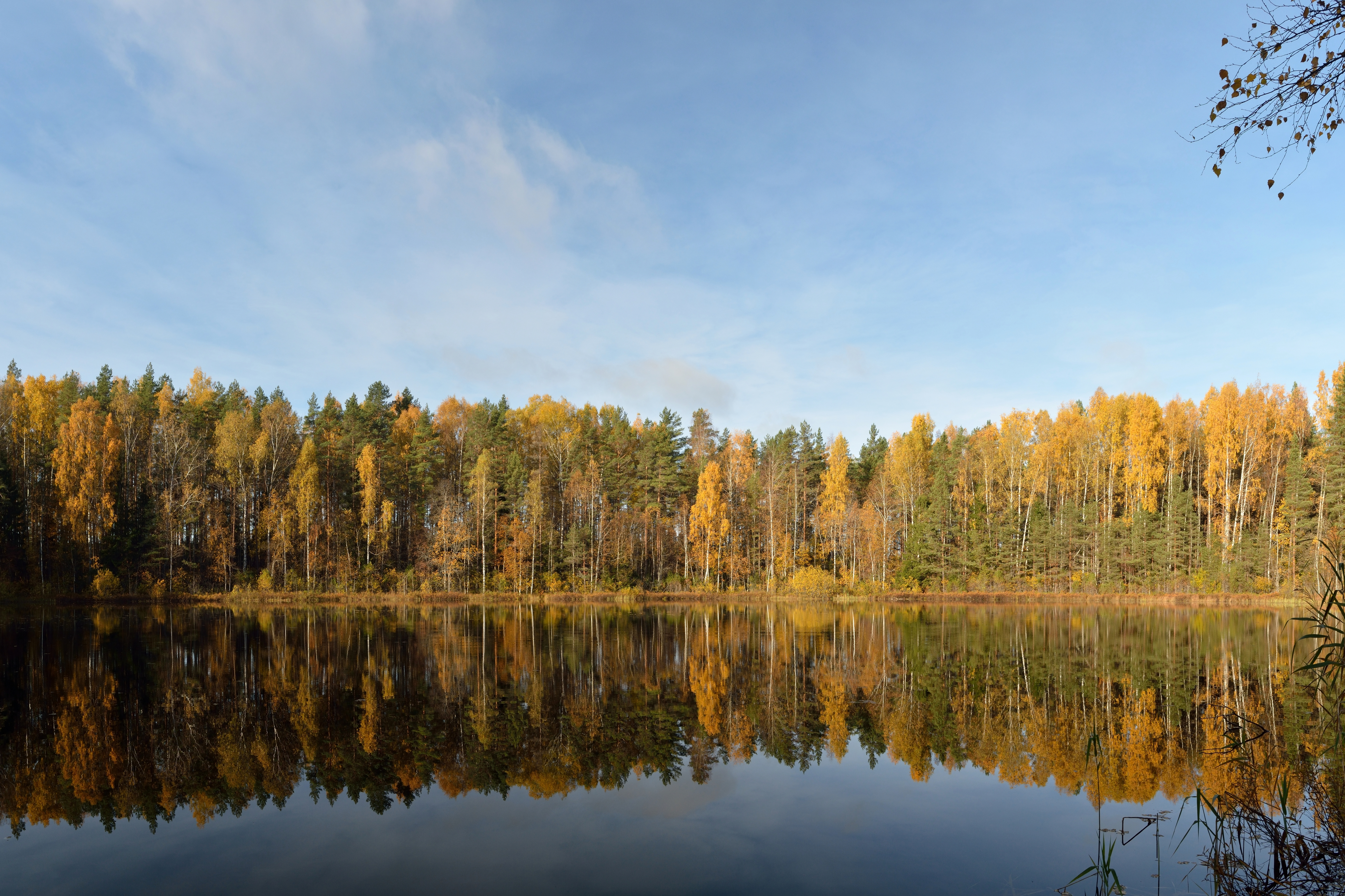
Llac Haugjärv
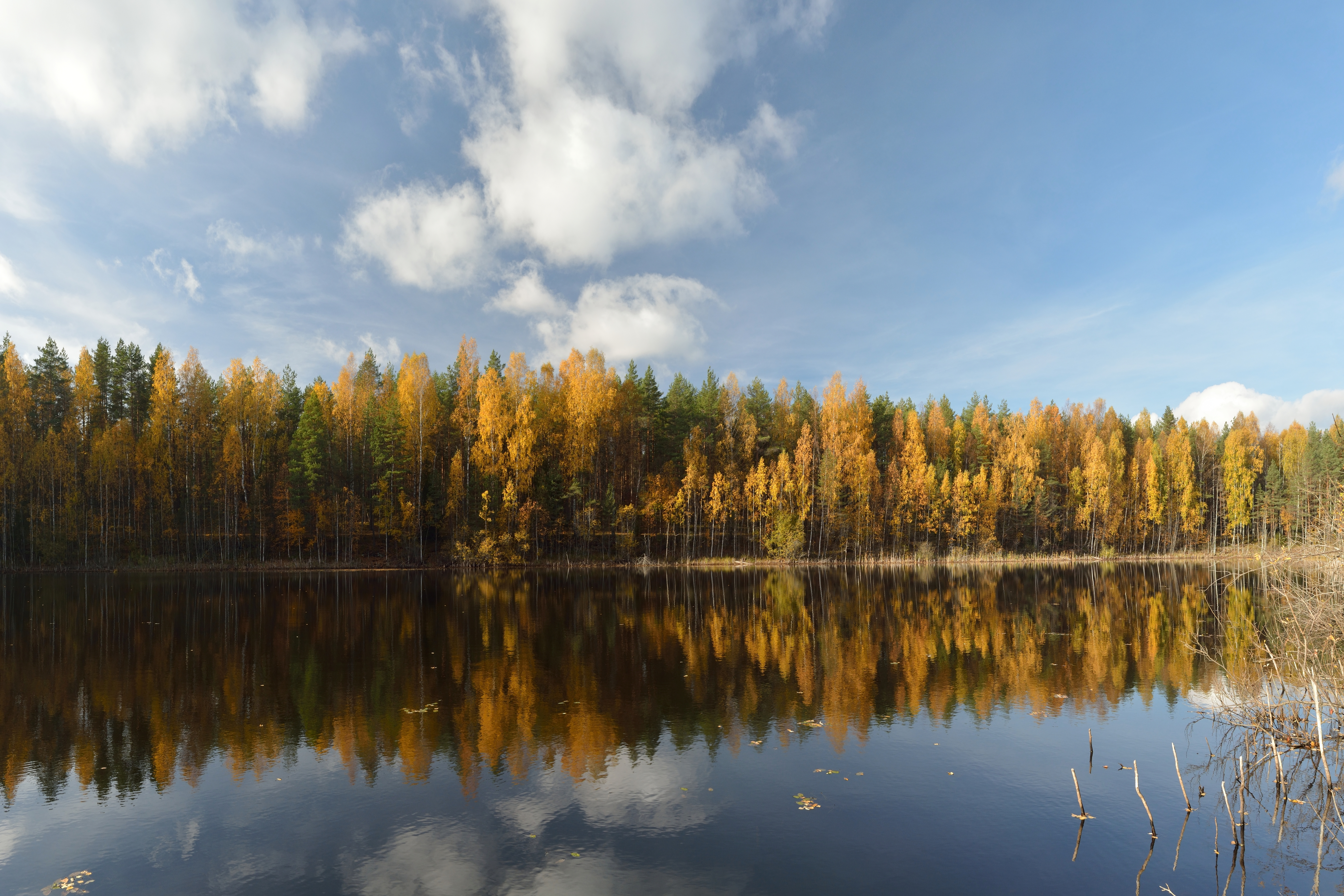
Llac Kuradijärv